# 도고온천역
도고온천역(Dogooncheon station, 道高溫泉驛)은 대한민국 충청남도 아산시 도고면에 위치한 장항선의 철도역이다. 한 편성을 제외한 모든 무궁화호가 정차한다.

## 역사
- 1922년 6월 15일 : 선장역이라는 이름으로 간이역으로 영업 개시(도고면 신언리)[3]
- 1950년 4월 1일 : 배치간이역으로 격하
- 1951년 8월 1일 : 보통역으로 승격[4]
- 1967년 9월 6일 : 구 역사 준공
- 1972년 7월 1일 : 현재 역명으로 변경
- 1994년 1월 20일 : 학성역 원격제어 운전취급역 지정
- 1997년 7월 1일 : 학성역 관리역으로 지정
- 1998년 12월 1일 : 장항선 전구간 비둘기호 운행중단
- 2001년 6월 1일 : 장항선 특정통일호 에드몬슨 승차권 발매 중단 및 장항선 전 통일호 열차 전산화 시행.
- 2004년 4월 1일 : 장항선 통일호 운행중단
- 2006년 11월 15일 : 화물취급 중지[5]
- 2007년 12월 21일 : 장항선 직선화 개통과 함께 도고면 시전리로 이전
- 2008년 1월 15일 : 무배치간이역으로 격하 및 을종위탁발매소로 전환

## 역 구조
승강장은 2면 4선의 쌍섬식 승강장으로 운용된다.

### 승강장
| ↑ 온양온천      |
| １２ \| ３４ \| |
| 신례원 ↓        |

| 1 | 장항선 | 무궁화호 | 사용하지 않음            |
| 2 | 장항선 | 무궁화호 | 아산·천안·수원·용산 방면 |
| 3 | 장항선 | 무궁화호 | 홍성·대천·서천·익산 방면 |
| 4 | 장항선 | 무궁화호 | 사용하지 않음            |

## 옛 도고온천역
도고온천명의 역은  신성리 -> 신언리 ->  시전리로 이동했다.

### 1922 ~ 1993년
도고온천 인근의 간이역이었다. (선장역으로 변경하여 1993년 8월 1일부터 2007년까지 운영된 바 있음)

옛 도고온천역(선장역, 주소: 충남 아산시 선장면 신성리 264-2)은 아산 레일바이크의 반환 지점이다. 왕복 4.8km 구간 낭만적인 시골 풍경들을 감상할 수 있다.

### 1993년 ~ 2007년

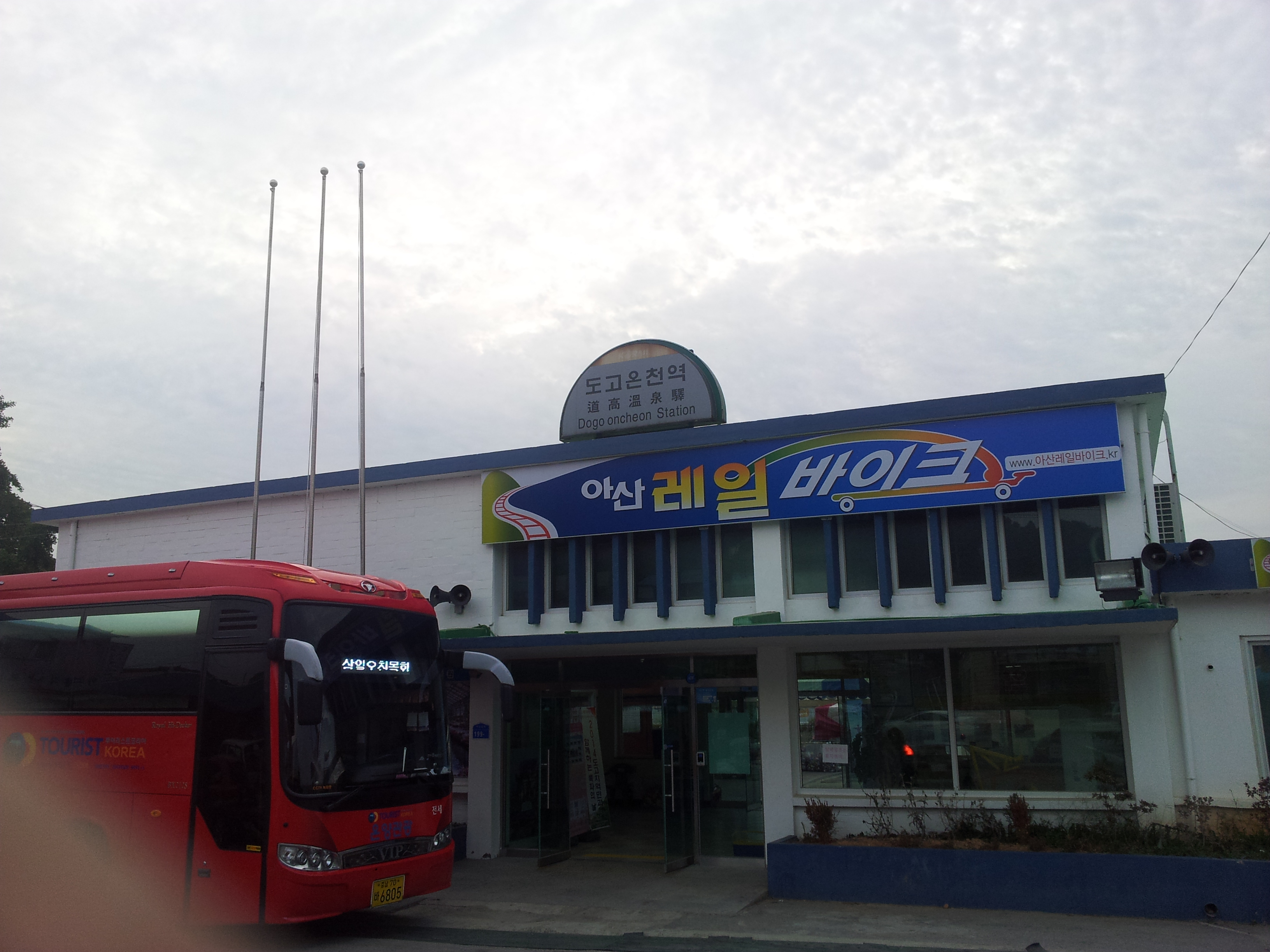
구 도고온천역

옛 도고온천역(주소: 충청남도 아산시 도고면 신언리 142-1 )은 아산 레일바이크의 출발 지점이자 도착 지점이다. 출발해서 왕복 4.8km 구간 낭만적인 시골 풍경들을 감상할 수 있다.

## 인접한 역
| 장항선             | 장항선          | 장항선           |
| ------------------ | --------------- | ---------------- |
| 온양온천 용산 방면 | 무궁화호 장항선 | 신례원 익산 방면 |